# (36293) 2000 GQ144
(36293) 2000 GQ144 est un astéroïde de la ceinture principale d'astéroïdes découvert en 2000.

## Description
(36293) 2000 GQ144 a été découvert le 7 avril 2000 à l'observatoire de Kitt Peak, situé dans l'Arizona (États-Unis), par le projet Spacewatch de l’université de l'Arizona.

### Caractéristiques orbitales
L'orbite de cet astéroïde est caractérisée par un demi-grand axe de 2,36 ua, un périhélie de 1,85 ua, une excentricité de 0,22 et une inclinaison de 0,77° par rapport à l'écliptique. Du fait de ces caractéristiques, à savoir un demi-grand axe compris entre 2 et 3,2 ua et un périhélie supérieur à 1,666 ua, il est classé, selon la JPL Small-Body Database, comme objet de la ceinture principale d'astéroïdes.

### Caractéristiques physiques
(36293) 2000 GQ144 a une magnitude absolue (H) de 15,0 et un albédo estimé à 0,419.